# Pato Branco
Pato Branco es una ciudad y municipio brasileño en el sudoeste del estado de Paraná. Con una población superior a los 85 mil habitantes, la ciudad tiene una economía diversificada, con industrias y agricultura.

## Personas destacadas
- Rogério Ceni
- Alexandre Pato